# 斯塔夫·德克莱克

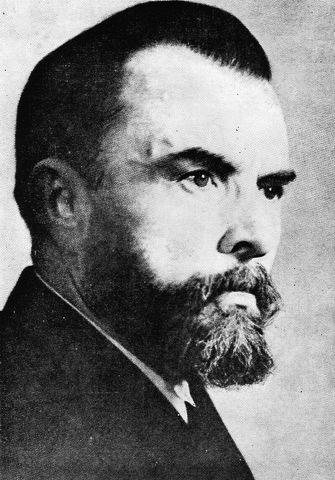
斯塔夫·德克莱克

斯塔夫·德克莱克（荷蘭語：Staf De Clercq；1884年9月16日—1942年10月22日）是一位弗拉芒人民族主义者，曾参与创建弗拉芒民族主义政党弗拉芒民族联盟，亦曾担任其党魁。
克莱尔欢迎納粹德國占领比利时，认为这是组建一个大荷兰的机会，一个前所未有的荷兰语民族国家将组建起来。克莱尔曾协助德方识别、围捕犹太人，以便将其驱逐。
1942年，克莱尔因心脏病去世。 